# Mošenik, Moravče
Mošenik este o localitate din comuna Moravče, Slovenia, cu o populație de 63 de locuitori.